# Щавель прибережний
Щавель прибережний (Rumex hydrolapathum) — вид рослин родини гречкові (Polygonaceae), поширений у Європі й західному Сибіру.

## Опис
Багаторічна трава 100—200(250) см заввишки. Стебло зелене, коли молоде, пізніше червонувате, рифлене, розгалужується від суцвіття, гілки суцвіття широко-висхідні. Листки розташовані спірально. Нижні листки довго-черешкові, голі. Листова пластина від ланцетоподібної до яйцеподібної, гострокінцева, 30–80 см. Верхніх листків кілька.
Суцвіття — складна китиця. Квіти розміщені в кільцях. Квіти радіально симетричні, ≈ 5 мм у поперек, двостатеві. Горішки 3–4 мм, коричнюваті.

## Поширення
Поширений у Європі й західному Сибіру. Населяє багаті береги озер, річок та морів. Звичайний по водній лінії або в мілководді.
В Україні вид зростає на берегах водойм, часто у воді — майже на всій території крім Карпат, прикарпатських районів і Криму.

## Галерея

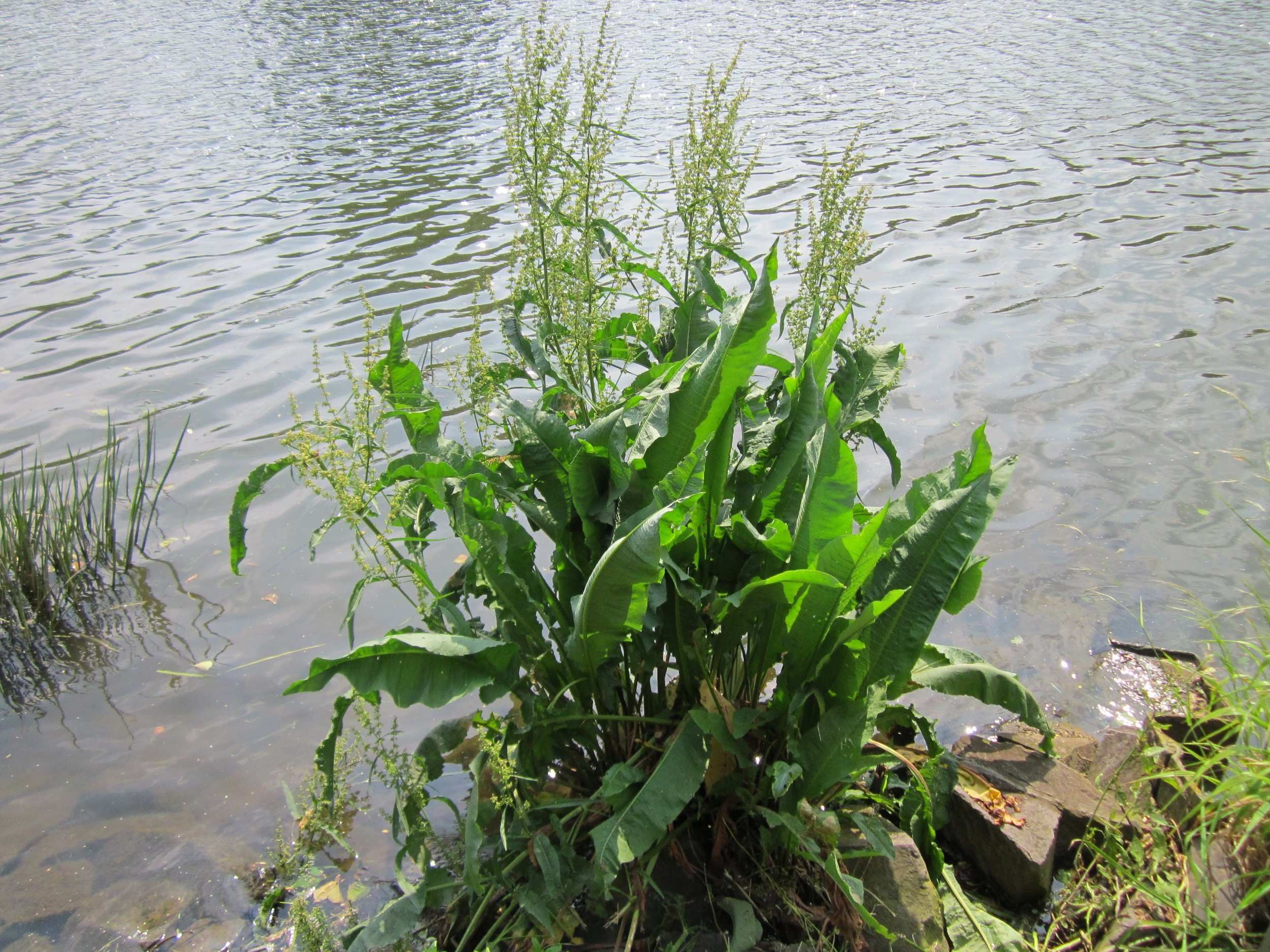
загальний вигляд
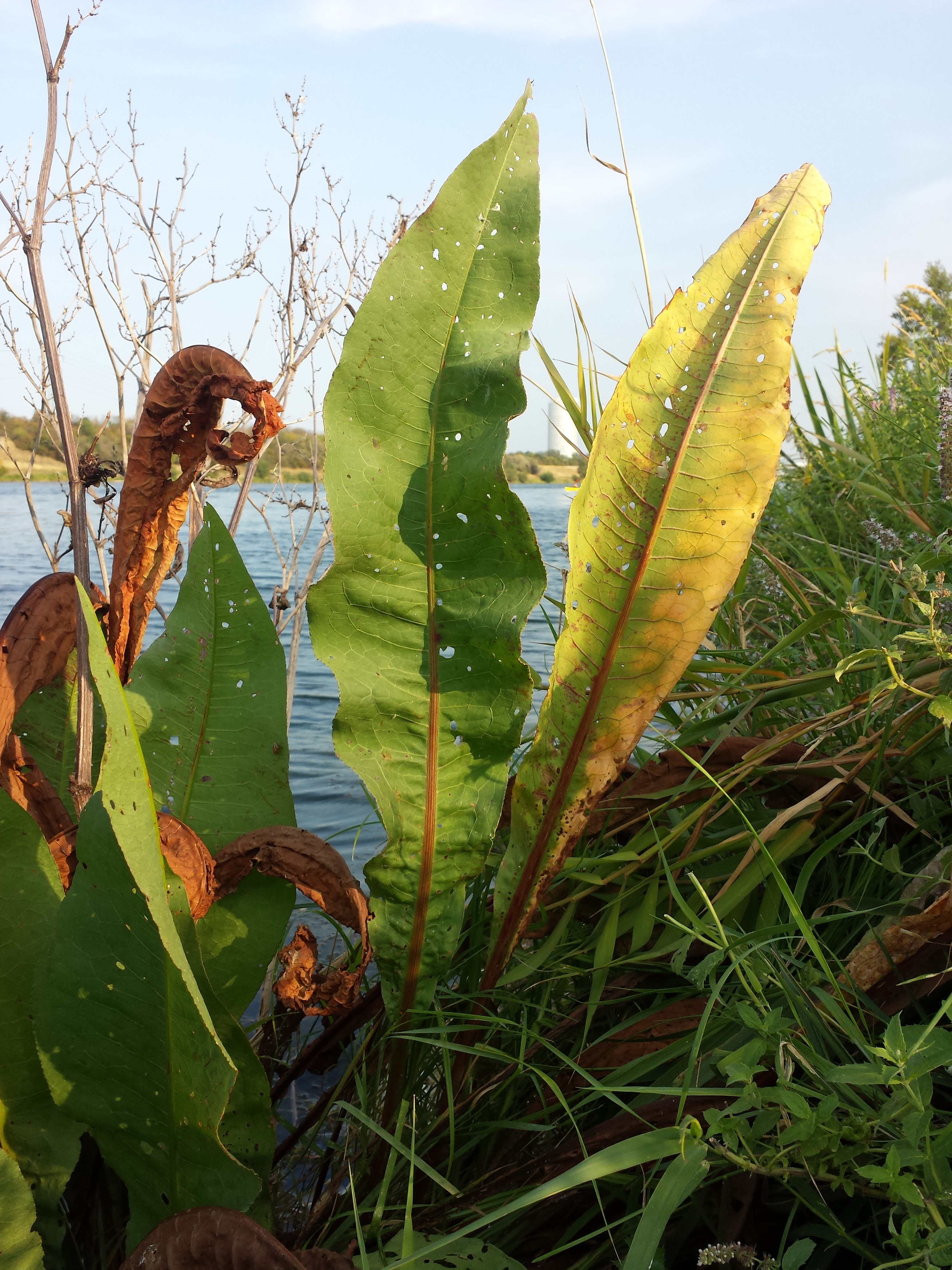
листя
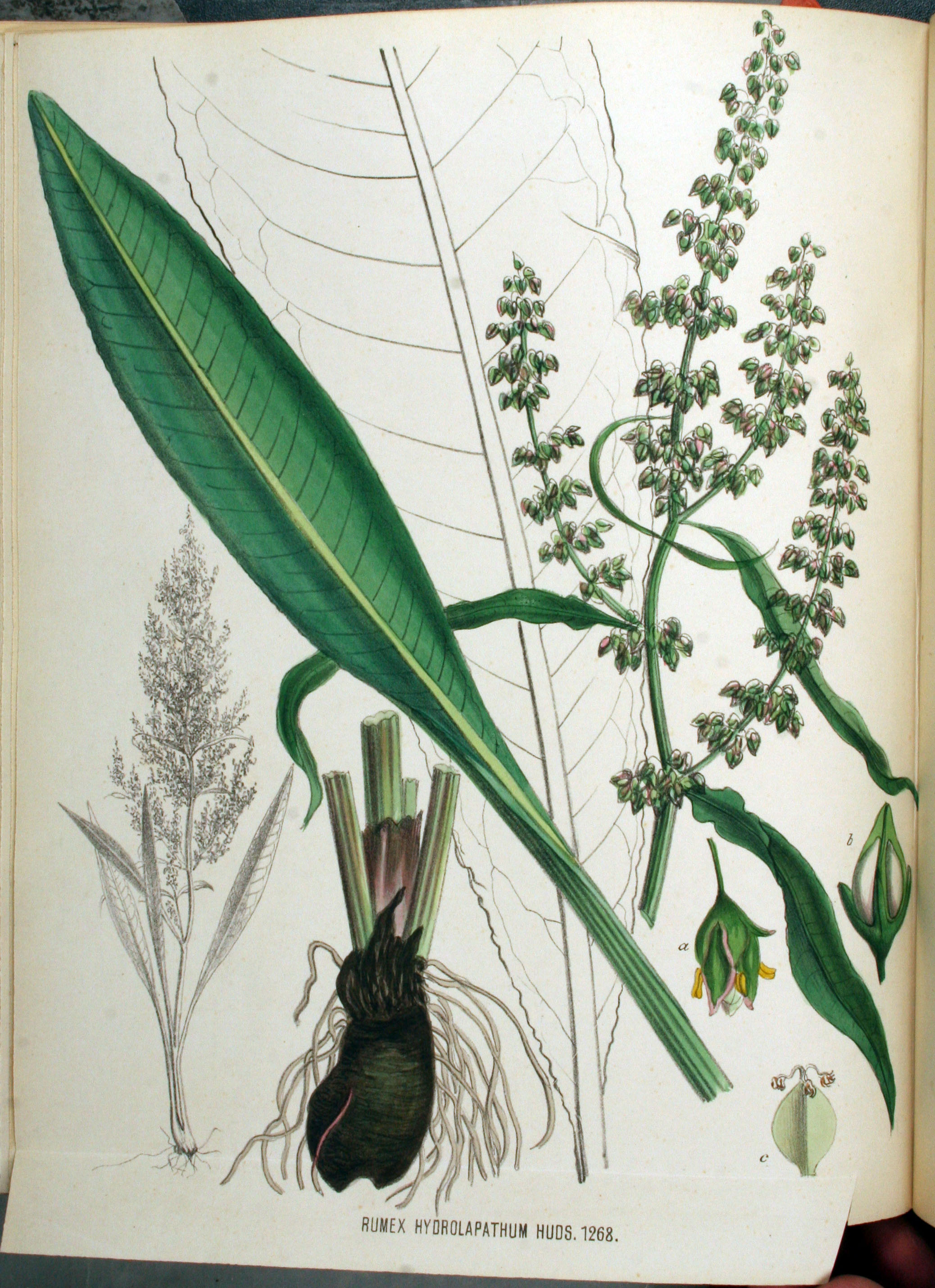
ілюстрація